# حدیقة الشیعه
حدیقة الشیعه کتابی است منسوب به مقدس اردبیلی که در انتسابش اختلافات بسیاری است. این کتاب با 19 قرینه منسوب به مقدس اردبیلی می باشد.
این کتاب شامل اقوال و مباحث پیرامون ائمه دوازدگان شیعیان است و در دو جلد تألیف شده‌است. جلد اول این کتاب در خصوص محمد -پیامبر مسلمانان- بوده و جلد دوم آن که همان حدیقة الشیعه معروف است، با موضوع امامان دوازده‌گانه نگارش یافته‌است.

## اهمیت و شهرت
اهمیت این کتاب در انتسابش به مقدس اردبیلی است. این اثر به جهت مبارزه با صوفی‌گرایی و علم فلسفه حساسیت‌های فراوانی را برانگیخته است. بسیاری از مخالف تصوف، بسیار تلاش کردند تا ثابت کنند حدیقة الشیعه از آنِ محقق اردبیلی است. در مقابل بسیاری از صوفی‌گران تلاش نمودند تا در اعتبار این کتاب و نسبتش به مقدس اردبیلی خدشه وارد سازند. علت شهرت و مقبولیّت حدیقةالشیعه و معروف شدن آن در میان شیعیان، غیر از ساده و سلیس بودن آن، وجود قسمت نکوهش صوفیه و ذکر مطاعن و مفاسد آنها تأثیر گذار بوده‌است. مؤلف در ذیل بیان زندگی جعفر صادق، بابی در ذکر مذاهب صوفیه باز کرده و آن را این‌گونه آغاز می‌کند: «بدان که مذاهب صوفیه بسیار است بعضی گفته‌اند که از آن جمله چهار مذهب اصل است و باقی فرع آن است و آن چهار مذهب: اول مذهب حلولیه است؛ دوم مذهب اتحادیه است؛ سوم مذهب واصلیه است؛ چهارم مذهب عشاقیه است.» اردبیلی این باب را در دو فصل خلاصه کرده‌است. باب اول در بیان مذاهب صوفیه است که به معرفی مذاهب صوفیه پرداخته و بعد از آن به احادیثی در مذمت صوفیه اشاره می‌کند. در فصل دوم، بعضی از فروع مذاهب صوفیه و اندکی از عقاید ایشان را توضیح داده‌است. در این فصل از بیست و یک فرقه نام برده و برخی از مهمترین عقاید ایشان را به بوته نقد می‌گذارد. در ادامه به ذکر آیات و اخباری که در بیان انحرافات امت‌ها آمده‌است اهتمام می‌ورزد.

## نسخه‌ها و نشر
از این کتاب بیش از ۶۰ نسخه خطی شناسایی شده‌است که قدیمی‌ترین آنها در سال ۱۰۷۴ ه‍.ق نگارش یافته‌است؛ این نسخه در کتابخانه لس آنجلس آمریکا نگهداری می‌شود. این کتاب امروزه در یک جلد به فارسی به چاپ می‌رسد. از جمله این چاپ‌ها، انتشارات گلی تهران است که در سال ۱۳۹۴ منتشر شده‌است را می‌توان یاد نمود. این کتاب با تحقیق صادق حسن‌زاده و اکبر زمانی نژاد در دو جلد توسط کنگره محقق اردبیلی (مقدس اردبیلی) به چاپ رسیده‌است.

## انتساب کتاب
دربارهٔ انتساب این کتاب به محقق اردبیلی سه دیدگاه مطرح شده‌است:
این کتاب اثر مقدس اردبیلی است.(با 19قرینه)
این کتاب اثر مقدس اردبیلی نیست.
تنها بخش انتساب تصوف اثر مقدس اردبیلی نیست.

### موافقان
موافقات انتساب این کتاب به محقق اردبیلی معتقدند که تمام کتاب حدیقه اعم از بخشی که در ردّ صوفیان نوشته شده‌است اثری از مقدس اردبیلی است. آقامحمدعلی -فرزند وحید بهبهانی- دربارهٔ انتساب و اعتبار حدیقة الشیعه می‌نویسد: «مشهور بودن بستگی این کتاب به مقدس اردبیلی، بسان روشنایی خورشید است و انکار آن، بسان انکار میرزا مخدوم سنی در نواقض الروافض، استبصار شیخ طوسی است و نسبت دادن آن به علاّمه حلّی.» اولین کسی که از کتاب حدیقة الشیعه نقل کرده‌است، ملا محمدطاهر قمی (متوفی ۱۰۹۸ ه‍.ق) است و منبع مهمی که مستند این نظر واقع شده، امل الامل شیخ حر عاملی است. دلایل این گروه عبارتند از:
- یاد کردن شیخ حر عاملی از کتاب حدیقة الشیعه و انتساب آن به مقدس اردبیلی
- استفاده شیخ حر عاملی در کتاب اثناعشریه خویش از مطالب کتاب حدیقة الشیعه
- دلایلی که شیخ حر عاملی اقامه می‌کند:
  - عدم اقامه دلیل در انکار این انتساب
  - شهرت و نسخ بسیار این کتاب و انتسابش به مقدس اردبیلی
  - عدم سابقه اختلاف شدید در انتساب یک کتاب به نویسنده با طولانی شدن فاصله تاریخی
  - منکران انتساب، همگی یا صوفی بوده یا از طرفداران آنان هستند و انکار آنها به جهت متهم بودنشان مسموع نیست
  - دقت بالای کتاب که نشانه تحقیقی عمیق است و غیر مقدس اردبیلی شایسته چنین کتابی نیست. وجود برخی اشتباهات نیز احتمال دارد بعدها در کتاب ایجاد شده باشد.
- دلایلی که محدث نوری اقامه می‌کند:
  - اثبات موافق بودن صاحب ریاض از انتساب حدیقة الشیعه به مقدس اردبیلی
  - همسویی محتوایی کتاب حدیقه با دیدگاه‌های مقدس اردبیلی
  - پاسخ به نقدهایی که از جانب برخی به این انتساب وارد شده بود
  - مقایسه محتوایی بین حدیفة الشیعه و کاشف الحق اردستانی و اثبات اقتباس کاشف الحق از حدیقة الشیعه (برخلاف ادعای مخالفان)
- ارجاع به کتب مقدس اردبیلی در کتاب و اذعان به نام خود در آنها[۳]

از جمله موافقان این انتساب عبارتند از:
- محقق استرآبادی ( م ۱۰۶۴ق ) در انساب النواصب
- محمد طاهر قمی ( م ۱۰۹۸ ق ) در ملاذ الاخیار
- شیخ حر عاملی (م ۱۱۰۴ ق ) در اثنی عشریه
- یوسف بحرانی ( م ۱۱۸۶ ق ) در لؤلؤه البحرین
- عبدالله افندی ( م ۱۱۳۰ ق ) در ریاض العلماء
- محمد تنکابنی ( م ۱۳۰۲ ق ) در قصص العلماء
- محدث نوری ( م ۱۳۲۰ ق ) در مستدرک
- آقا بزرگ طهرانی ( م ۱۳۴۸ق ) در الذریعه
- علامه مامقانی ( م ۱۳۵۱ ق) در تنقیح المقال
- سید ابوالقاسم خویی ( م ۱۴۱۳ق ) در معجم الرجال
- هاشم خویی ( م ۱۳۲۴ق ) در منهاج البراعه
- محدث قمی ( م ۱۳۴۱ق ) در الکنی و الالقاب
- سید حسین بروجردی ( م۱۳۸۰ ق ) جامع احادیث الشیعه
- علامه مجلسی در عین الحیات

### مخالفان
مخالفان انتساب این کتاب به مقدس اردبیلی بر این باورند که انتساب این کتاب به وی، نه تنها به بزرگی وی نمی‌افزاید، بلکه از بزرگی وی می‌کاهد، چرا که در این اثر، مطالب بی‌پایه و به دور از خرد بسیاری دیده می‌شود. برخی از این موارد عبارتند از:
- ضعف علمی و رجالی کتاب
- نقل داستان‌های غیر معتبر
- اظهار نظرهای نادرست
- اعتقاد به وحدت وجود از جانب مقدس اردبیلی
- مخالف نبودن مقدس اردبیلی با فلسفه و عرفان
- دلایلی برای اثبات نگارش حدیقة الشیعه پس از مقدس اردبیلی
- قدمت ۱۰ ساله کتاب کاشف الحق نسبت به حدیقة الشیعه[۳]

این گروه معتقند این کتاب، همان کاشف الحق ملا معزالدین اردستانی است که با اصلاح‌های اندک و با ضمیمه مباحثی در ردّ صوفیه منتشر شده‌است.

### عدم انتساب بخش مربوط به صوفیه
در مقابل دو نظریه موافق و مخالف انتساب، نظریه سومی مطرح است که معتقد است، کتاب حدیقة الشیعه تنها در فصلی که به نقد و رد صوفیان پرداخته، تحریف شده و این بخش بعدها به کتاب مقدس اردبیلی اضافه شده‌است. این دیدگاه را حاج محمد جعفر همدانی کبوتر آهنگی، در مرآةالحق پذیرفته و از استاد خود میرزای قمی که از وی اجازه اجتهاد دارد نقل می‌کند.